# Калінінський (Солонешенський район)
Калі́нінський (рос. Калининский) — селище у складі Солонешенського району Алтайського краю, Росія. Входить до складу Березовської сільської ради.

## Населення
Населення — 39 осіб (2010; 39 у 2002).
Національний склад (станом на 2002 рік):
- росіяни — 97 %